# Center for Comparative and International Studies
| Center for Comparative and International Studies | Center for Comparative and International Studies |
| ------------------------------------------------ | ------------------------------------------------ |
| Gründungsjahr:                                   | 1997                                             |
| Ort:                                             | Zürich (Schweiz)                                 |
| Studiengänge:                                    | 1                                                |
| Mitarbeiter:                                     | 170 (2016)                                       |
| Anschrift:                                       | Haldeneggsteig 4 8092 Zürich                     |
| Website:                                         | www.cis.ethz.ch                                  |

Das Center for Comparative and International Studies (CIS) ist ein politikwissenschaftliches Forschungsinstitut, gebildet aus dem Institut für Politikwissenschaft der Universität Zürich und den politikwissenschaftlichen Lehrstühlen der ETH Zürich. Das CIS wird (März 2019) von Stefanie Walter geleitet.

## Forschungsschwerpunkte
Die Forschung erstreckt sich über die ganze Bandbreite der politikwissenschaftlichen Forschung, wobei Fragen der Demokratie, der politischen Gewalt aber auch volkswirtschaftliche Forschungsfragen im Vordergrund stehen.
Das CIS erhielt 2005 vom Schweizerischen Nationalfonds den Zuschlag für die Einrichtung eines nationalen Forschungs-Kompetenzzentrums Herausforderungen an die Demokratie im 21. Jahrhundert (NCCR Democracy).

## Lehre
Seit 2006 bietet das CIS einen spezialisierten, wissenschaftlich orientierten Master-Studiengang an, welcher sich in erster Linie an Studierende richtet, die eine Karriere in der Forschung anstreben. Das auf zwei Jahre ausgelegte Studium beinhaltet eine fundierte Ausbildung in sozialwissenschaftlicher Methodik sowie Forschungsseminare in den Bereichen Democracy, Markets and Politics, Political Violence, Security Studies und Sustainable Development.